# Jairo Pérez
Jairo Pérez Suárez (nascido em 24 de março de 1973) é um ex-ciclista de pista colombiano. Conquistou a medalha de prata nos Jogos Pan-Americanos do Rio de Janeiro 2007

## Carreira olímpica
Competiu representando a Colômbia no ciclismo nos Jogos Olímpicos de Verão de 2008.